# Ogasil Spitze
Ogasil Spitze är en bergstopp i Österrike.   Den ligger i distriktet Lienz och förbundslandet Tyrolen, i den centrala delen av landet, 300 km väster om huvudstaden Wien. Toppen på Ogasil Spitze är 2 522 meter över havet.
Terrängen runt Ogasil Spitze är bergig. Runt Ogasil Spitze är det ganska glesbefolkat, med 26 invånare per kvadratkilometer.. 
Trakten runt Ogasil Spitze består i huvudsak av gräsmarker.